# Попков, Василий Михайлович
Васи́лий Миха́йлович Попко́в (1905—1967) — советский военный. Участник Гражданской войны, Польского похода РККА, Советско-финской и Великой Отечественной войн. Герой Советского Союза (1944). Гвардии капитан.

## Биография
Родился 23 января 1905 года в селе Анновка (ныне село Бобровского района Воронежской области Российской Федерации) в крестьянской семье. Русский. Окончил 3 класса земской школы. Работал в бакалейной лавке, батрачил, пас скот. В годы Гражданской войны четырнадцатилетний мальчишка пристал к артиллерийской части Красной Армии. Около семи месяцев был «сыном полка», неоднократно в тылу белогвардейцев производил разведку. В 1922 году вернулся в родные места. Жил в городе Бутурлиновке, работал в пекарне. В 1928—1929 годах проходил срочную службу в Рабоче-крестьянской Красной Армии.
В 1939 году вновь пошёл на службу в РККА. Участвовал в освободительном походе Красной Армии в Западную Белоруссию и Западную Украину и Советско-финской войне. Начало Великой Отечественной войны застало старшину Василия Попкова на Кольском полуострове, где он служил командиром взвода разведывательной роты в составе 325-го стрелкового полка 14-й стрелковой дивизии 14-й армии. В боях с финскими и немецко-фашистскими войсками участвовал с 14 июля 1941 года на Северном фронте (с 23 августа 1941 года — Карельский фронт). Участвовал в морском десанте в губе Большая Западная Лица. 17 июля 1941 года разведывательно-диверсионная группа под командованием лейтенанта Горбунова, в составе которой был и старшина Василий Попков, проникнув в тыл противника, произвела разведку дорог и разрушила линию связи. При возвращении с боевого задания группа попала под плотный пулемётный огонь противника. Почти все бойцы погибли. Василий Попков, несмотря на смертельную опасность, сумел снять с погибшего командира группы офицерскую планшетку, после чего вынес с поля боя раненого товарища. Трое суток пробирался по территории, занятой противником, но сумел доставить раненого в свою часть. В дальнейшем участвовал в боях на реке Западная Лица, где продвижение противника вглубь территории СССР было остановлено.
После стабилизации обстановки на Карельском фронте прошёл переаттестацию и получил офицерское звание. До 1 апреля 1943 года в составе своего подразделения участвовал в обороне Заполярья. В сентябре 1943 года окончил курсы усовершенствования командного состава (КУКС). С 27 сентября 1943 года капитан инженерных войск Василий Попков приступил к исполнению обязанностей полкового инженера 276-го гвардейского стрелкового полка 92-й гвардейской стрелковой дивизии 37-й армии Степного фронта. Освобождал Левобережную Украину в ходе Полтавско-Кременчугской операции. Особо отличился в Битве за Днепр.
В конце сентября 1943 года передовые части 92-й гвардейской стрелковой дивизии вышли к Днепру у села Келеберда. Василий Попков обеспечил сбор подручных переправочных средств и изготовление плотов. В ночь с 30 сентября на 1 октября 1943 года с первым десантным отрядом форсировал Днепр и участвовал в бою за закрепление плацдарма на правом берегу реки в районе села Успенка. В течение ночи, исполняя обязанности коменданта переправы, под огнём противника сделал 21 рейс через Днепр, обеспечив переправу миномётов, артиллерии, личного состава полка и боеприпасов на захваченный плацдарм, чем способствовал его удержанию и расширению.
Указом Президиума Верховного Совета СССР «О присвоении звания Героя Советского Союза генералам, офицерскому, сержантскому и рядовому составу Красной Армии» от 22 февраля 1944 года за «образцовое выполнение боевых заданий командования при форсировании реки Днепр, развитие боевых успехов на правом берегу реки и проявленные при этом отвагу и геройство» удостоен звания Героя Советского Союза с вручением ордена Ленина и медали «Золотая Звезда».
После форсирования Днепра участвовал в Пятихатской и Знаменской операциях 1-го Украинского фронта. В январе 1944 года 37-я армия была передана 3-му Украинскому фронту. Во время освобождения Правобережной Украины в ходе Никопольско-Криворожской и Березнеговато-Снигирёвской операции участвовал в боях за Кривой Рог, форсировал реки Ингулец и Ингул. В апреле 1944 года в ходе Одесской операции был тяжело ранен на подступах к Тирасполю. После выздоровления вернулся в свою часть, участвовал в освобождении Румынии и Болгарии. В ноябре 1945 года был уволен в запас. Жил и работал в городе Бутурлиновка Воронежской области.
13 апреля 1967 года скончался. Похоронен в Бутурлиновке.
Память
Его именем названы улицы в городе Бутурлиновка и селе Анновка Воронежской области.

## Награды
- Медаль «Золотая Звезда» (22.02.1944);
- орден Ленина (22.02.1944);
- орден Красного Знамени (27.12.1941);
- медали.

## Документы
- Общедоступный электронный банк документов «Подвиг Народа в Великой Отечественной войне 1941—1945 гг.» Дата обращения: 5 ноября 2012. Архивировано из оригинала 13 марта 2012 года.

Представление к званию Героя Советского Союза. Дата обращения: 5 ноября 2012. Архивировано 29 декабря 2012 года.
Указ Президиума Верховного Совета СССР о присвоении звания Героя Советского Союза. Дата обращения: 5 ноября 2012. Архивировано 29 декабря 2012 года.
Орден Красного Знамени (наградной лист и приказ о награждении). Дата обращения: 5 ноября 2012. Архивировано 29 декабря 2012 года.